# Poetry (revue)
Poetry est une revue littéraire mensuelle américaine publiée par la Poetry Foundation,. Fondée en 1912 et publiée sans discontinuité depuis, la revue consacrée à la poésie est considérée comme la plus importante aux États-Unis et plus largement dans le monde anglophone.

## Historique
La revue est fondée et dirigée par la critique littéraire, poète, et philanthrope américaine Harriet Monroe en octobre 1912 à Chicago sous le titre de Poetry: A Magazine of Verse,.
Les premiers numéros diffusent les œuvres de Joyce Kilmer, Ezra Pound, Amy Lowell, T. S. Eliot, Robert Frost, Hilda Doolittle, Langston Hughes, William Carlos Williams,  Rabindranath Tagore, Carl Sandburg, et bien d'autres,,.
La ligne éditoriale fut fixée dès le départ : « éditer les meilleurs écrits poétique d'aujourd'hui, quel que soit le style, le genre, ou approche » avec un souci de forte diffusion, après d'un public le plus large possible. 
Depuis, le succès de la revue s'est continué, diffusant sans cesse l'actualité poétique américaine, soit en diffusant des poèmes, soit en éditant des articles. Son tirage est en ce moment de 15 000 numéros mensuels diffusés internationalement auprès d' universités, d'académies littéraires et poétiques, de bibliothèque, etc.
En 2011 et 2014, Poetry remporte le National Magazine Awards dans la catégorie « General Excellence ».

## Contributeurs notables
- Basil Bunting,
- Robert Creeley,
- Allen Ginsberg,
- Ernest Hemingway,
- James Joyce,
- Joyce Kilmer,
- Eileen Myles,
- Carl Sandburg,
- Gertrude Stein,
- Wallace Stevens,
- Rabindranath Tagore,
- Charlotte Wilder,
- Tennessee Williams,
- William Carlos Williams,
- William Butler Yeats,
- Louis Zukofsky?

## Directeurs de la revue
- Harriet Monroe (1912-36)[8],
- Morton Dauwen Zabel (1936-37)[9],
- George Dillon (1937-42)[10],
- Collectif (1942-49),
- Hayden Carruth (1949-50)[11],
- Karl Shapiro (1950-55)[12],
- Henry Rago (1955-69)[13],
- Daryl Hine (1969-77)[14],
- John Frederick Nims (1978-83)[15],
- Joseph Parisi (1983-2003)[16],
- Christian Wiman (2003-2013)[17],
- Don Share (en) (depuis 2013)[18].

## Pour approfondir

#### Articles anglophones
- Abby Arthur Johnson, « The Politics of a Literary Magazine: A Study of "The Poetry Review," 1912-1972 », Journal of Modern Literature, vol. 3, no 4,‎ avril 1974, p. 951-964 (14 pages) (lire en ligne ),
- Josephine Jacobsen, « Poetry Review », Poetry, vol. 160, no 2,‎ mai 1992, p. 79 (1 page) (lire en ligne ),
- Joyce Carol Oates, « Candid Revelations: The Complete Poems of D. H. Lawrence: A Selection from the First Issue of The American Poetry Review, 1972 », The American Poetry Review, vol. 37, no 1,‎ janvier - février 2008, p. 19-21 (3 pages) (lire en ligne ),
- Marlon Amponsah, Shareesa Bollers, Rodeeia Carson, Robert Gibson, Ivana Gonzalez, Jasmine C. Jarrett, Ronald Metellus, Mentru Nagbe et Zev Steinlauf, « Part Three: A Selection of Poems from The American Poetry Review's High School Program, Young Voices », The American Poetry Review, vol. 37, no 4,‎ juillet - août 2008, p. 36-38 (3 pages) (lire en ligne ),
- Susan Sheridan, « In the Driver's Seat: Muriel Spark's Editorship of the "Poetry Review" », Journal of Modern Literature, vol. 32, no 2,‎ hiver 2009, p. 133-142 (10 pages) (lire en ligne ),
- Bartholomew Brinkman, « Making Modern Poetry: Format, Genre and the Invention of Imagism(e) », Journal of Modern Literature, vol. 32, no 2,‎ hiver 2009 (lire en ligne),
- Jenny Luczak, « Poetry: A Magazine of Verse », DH and Literary Studies,‎ 2009 (lire en ligne)
- Ann Massa, « « The Columbian Ode » and « Poetry, A Magazine of Verse »: Harriet Monroe's Entrepreneurial Triumphs », Journal of American Studies, Cambridge University Press, vol. 20, no 1,‎ 1986, p. 51–69 (DOI 10.2307/27554705, lire en ligne, consulté le 10 août 2017)